# Bendorf, Haut-Rhin
 Bendorf là một xã thuộc tỉnh Haut-Rhin trong vùng Grand Est, đồng bắc Pháp. Xã này có diện tích 7,55 km², dân số năm 1999 là 232 người. Khu vực này có độ cao trung bình 540 mét trên mực nước biển.